# South Vacherie
South Vacherie és una població dels Estats Units a l'estat de Louisiana. Segons el cens del 2000 tenia 3.543 habitants.

## Demografia
Segons el cens del 2000, South Vacherie tenia 3.543 habitants, 1.233 habitatges, i 976 famílies. La densitat de població era de 88,1 habitants/km².
Dels 1.233 habitatges en un 38,2% hi vivien nens de menys de 18 anys, en un 63,5% hi vivien parelles casades, en un 11,5% dones solteres, i en un 20,8% no eren unitats familiars. En el 18,3% dels habitatges hi vivien persones soles el 8,8% de les quals corresponia a persones de 65 anys o més que vivien soles. El nombre mitjà de persones vivint en cada habitatge era de 2,87 i el nombre mitjà de persones que vivien en cada família era de 3,28.
Per edats la població es repartia de la següent manera: un 26,6% tenia menys de 18 anys, un 10,1% entre 18 i 24, un 30,7% entre 25 i 44, un 21,6% de 45 a 60 i un 11% 65 anys o més.
L'edat mediana era de 36 anys. Per cada 100 dones de 18 o més anys hi havia 93,7 homes.
La renda mediana per habitatge era de 41.490 $ i la renda mediana per família de 53.053 $. Els homes tenien una renda mediana de 37.857 $ mentre que les dones 21.724 $. La renda per capita de la població era de 17.241 $. Entorn de l'11,8% de les famílies i el 14,3% de la població estaven per davall del llindar de pobresa.

## Poblacions més properes
El següent diagrama mostra les poblacions més properes.